# Michalków
Michalków (prononciation : [mʲiˈxalkuf]) est un village polonais de la gmina de Terespol dans le powiat de Biała Podlaska de la voïvodie de Lublin dans l'est de la Pologne, à la frontière avec la Biélorussie.
Le village comptait approximativement une population de 114 habitants en 2010.

## Histoire
De 1975 à 1998, le village est attaché administrativement à la voïvodie de Biała Podlaska.

Depuis 1999, il fait partie de la voïvodie de Lublin.